# XML-Box
XML-Box 是公文G2B2C交換處理器，為中華民國行政院研究發展考核委員會推動「公文G2B2C交換計畫」委託資策會所開發之公文交換系統，採用 Linux 作業環境，並提供前端使用者 Windows 操作平台，具有收文、發文、清單報表、自動列印、轉 CNS11643 中文碼、簽章、加解密與轉換公文為可攜式文件等功能之系統。

## 请参看
- Utility
- XML-Gateway
- CNS11643
- 憑證
- 地址簿
- 代擬代判
- 防火牆
- VPN